# Diaspidiotus liaoningensis
Diaspidiotus liaoningensis är en insektsart som först beskrevs av Tang 1984.  Diaspidiotus liaoningensis ingår i släktet Diaspidiotus och familjen pansarsköldlöss. Inga underarter finns listade i Catalogue of Life.